# Кирякино (Духовщинский район)
Кирякино — деревня в Духовщинском районе Смоленской области России. Входит в состав Пречистенского сельского поселения. По состоянию на 2007 год постоянного населения не имеет. 
Расположена в северной части области в 42 км к северо-западу от Духовщины, в 18 км восточнее автодороги Р136 Смоленск — Нелидово, на берегу реки Сермятка. В 64 км юго-восточнее деревни расположена железнодорожная станция Ярцево на линии Москва — Минск. 

## История
В годы Великой Отечественной войны деревня была оккупирована гитлеровскими войсками в июле 1941 года, освобождена в сентябре 1943 года.